# Sphodrolestes
Sphodrolestes is een geslacht van wantsen uit de familie van de Reduviidae (Roofwantsen). Het geslacht werd voor het eerst wetenschappelijk beschreven door Carl Stål in 1866.

## Soorten
Het genus bevat de volgende soort:

- Sphodrolestes vittaticollis Stål, 1866